# Thủy điện Đồng Văn
Thủy điện Đồng Văn là thủy điện xây dựng trên sông Chu tại vùng đất xã Đồng Văn huyện Quế Phong tỉnh Nghệ An, Việt Nam .
Thủy điện Đồng Văn có công suất 28 MW với 2 tổ máy, sản lượng điện hàng năm 102 triệu KWh, khởi công tháng 04/2016, hoàn thành tháng 06/2018 .

## Tác động môi trường dân sinh
Các nguyên liệu đá, cát cho xây dựng được khai thác ở các khu vực lân cận công trường, trong đó đã nổ mìn khai thác đá. những hoạt động này đã ảnh hưởng đến dân sinh, giao thông... và thực hiện khi chưa được phép .

### Sự kiện lập đài thờ Phật
Chủ đầu tư cũng cho lập "một đài thờ Phật, đặt trên đó một bức tượng Phật Quan âm Bồ tát cao hơn 2 m và một chiếc lư hương lớn".
Năm 2017 UBND huyện Quế Phong đã xử phạt chủ đầu tư dự án thủy điện Đồng Văn vì xây dựng trái phép đài thờ Phật trong phạm vi đất dành cho đường bộ và buộc di dời, khôi phục hiện trạng ban đầu .